# 이중인 묘
이중인 묘는 대한민국 경기도 용인시 기흥구 영덕동에 있다. 2007년 6월 29일 용인시의 향토문화재 제60호로 지정되었다.